# Anyphops septentrionalis
Anyphops septentrionalis är en spindelart som beskrevs av Benoit 1975. Anyphops septentrionalis ingår i släktet Anyphops och familjen Selenopidae.
Artens utbredningsområde är Kamerun. Inga underarter finns listade i Catalogue of Life.